# Stadtarchiv Volkach in der Kartause Astheim
Das Stadtarchiv Volkach in der Kartause Astheim (auch nur Stadtarchiv Volkach) ist das Kommunalarchiv der Stadt Volkach in Unterfranken. Es ist in den historischen Räumlichkeiten der Kartause Astheim im gleichnamigen Volkacher Gemeindeteil untergebracht. Mit dem sogenannten Volkacher Salbuch wird einer der 100 Heimatschätze Bayerns im Archiv aufbewahrt.

## Geschichte
Das Wissen über die urkundliche Überlieferung der Stadtgeschichte hatten in Volkach während des Spätmittelalters und der Frühneuzeit die Stadtschreiber inne. Menschen wie der Schreiber Niklas Brobst kompilierten die Rechtsverhältnisse in handschriftlich überlieferten Bänden. In der Stadt etablierte sich eine im Rathaus verortete Registratur, die auch ältere Werke mit rechtssetzendem Charakter umfasste, die nicht mehr direkt für das Verwaltungshandeln benötigt wurden.
Einen tieferen Einschnitt erfuhren die Bestände mit dem Dreißigjährigen Krieg. Weite Teile der im Rathaus aufbewahrten Akten wurden 1631 bei der Einnahme der Stadt durch die Schweden zerstört. Der zweite Abfluss von Archivalien aus dem Volkacher Rathaus erfolgte zwischen 1812 und 1814 im Auftrag des Großherzogs von Würzburg, der historisch bedeutende Unterlagen nach Würzburg holen ließ. Die Archive in den Rathäusern erfuhren in der Folge allerdings auch eine Aufwertung zu dienstbaren Institutionen, die insbesondere der Geschichtsforschung zu Diensten sein sollten. In der Folge setzte eine Trennung von Registratur, für das akute Verwaltungshandeln, und Archiv, für die Geschichtsforschung, ein.
Erst mit den Ministerialreskripten von 1837 und 1843 mussten die Kommunen im Königreich Bayern genaue Verzeichnisse der Urkunden und Archivalien in ihren Beständen anfertigen. Die Stadt Volkach kam dieser Aufforderung nicht nach, um ihren Bestand vor weiteren Abflüssen zu schützen. Bereits 1838 lieferte allerdings das in der Stadt ansässige Rentamt die entbehrlichen Sal-, Lehen- und Lagerbücher an das Kreisarchiv in Würzburg ab. Noch in den 1880er muss es sich beim Volkacher Stadtarchiv um eine Institution gehandelt haben, die sich vor allem auf den Erhalt der für die laufenden Geschäfte benötigten Schriften beschränkte.
Eine Abgabe an überkommunale Institutionen schlossen die Verantwortlichen ab 1893 aus, weil die Arbeit mit den historischen Quellen dem Bamberger Gymnasialprofessor und Altphilologen Anton Jäcklein überlassen worden war. Getragen wurde die Bewahrung des historischen Erbes vor Ort durch den Bürgermeister Josef Wächter. Zwar übergab man 1906 dem bayerischen Innenministerium eine Liste der in Volkach aufbewahrten Archivalien, verzichtete aber auf die Aufnahme aller Unterlagen. Bürgermeister Wächter wollte die Abgabe der Archivalien auch durch eine geplante Veröffentlichung durch Jäcklein hinauszögern.
Im Zuge der Bayerischen Gemeindegebietsreform in den 1970er Jahren und der Eingemeindung des auf der anderen Mainseite gelegenen Dorfes Astheim in die Stadt zogen die Bestände des Volkacher Stadtarchivs unter Leitung des damaligen Archivars Gerhard Egert in die Räumlichkeiten der ehemaligen Kartause Astheim um. Durch die Reform erhielt das Archiv einen nicht unwesentlichen Zuwachs seiner Bestände. So gelangten die Archive von Astheim, Dimbach, Eichfeld, Escherndorf, Fahr, Gaibach, Köhler, Krautheim, Obervolkach und Rimbach hierher.

## Bestände

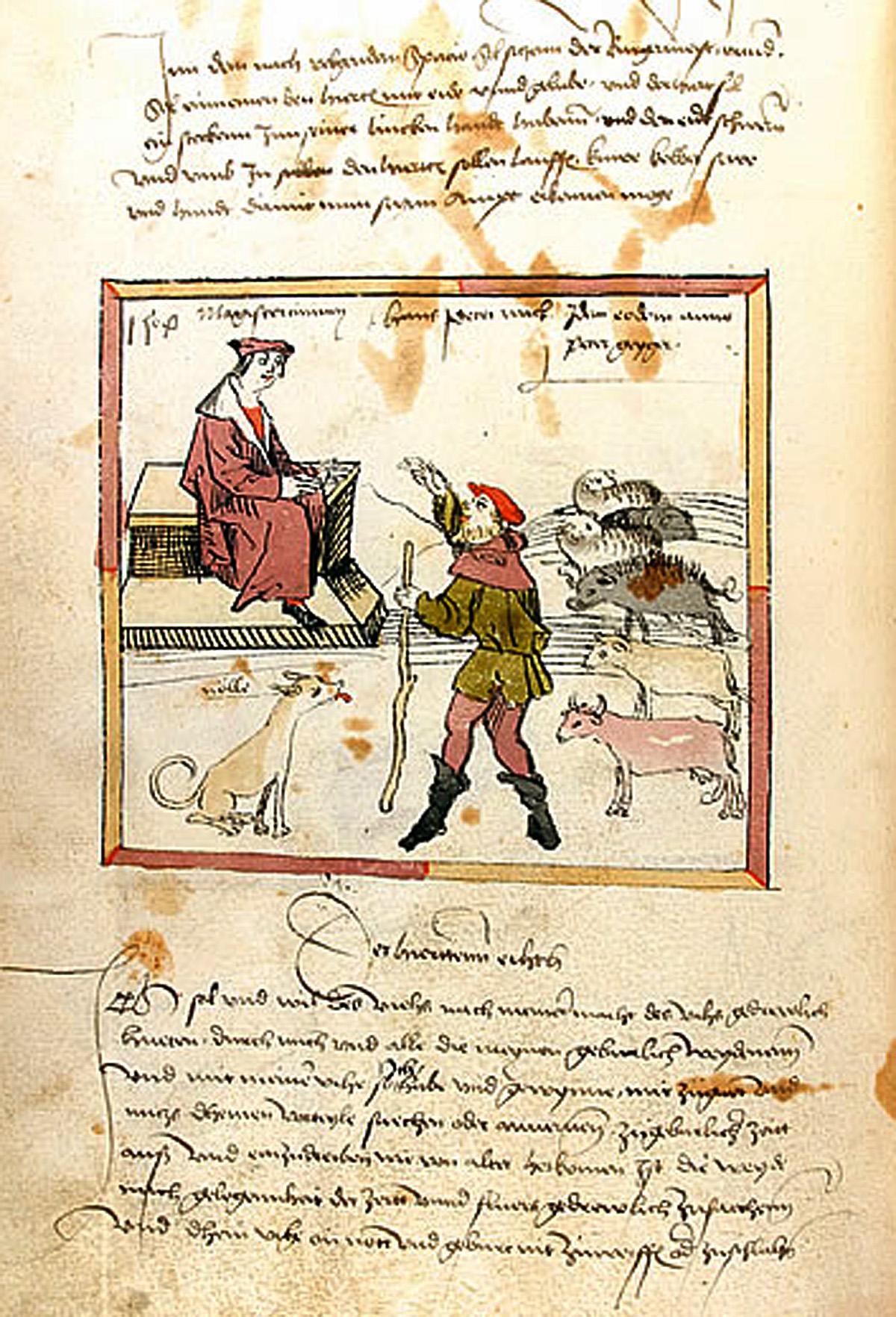
Zu den Beständen des Volkacher Stadtarchivs gehört das Volkacher Salbuch

Die Bestände des Archivs gehen bis in das 15. Jahrhundert zurück. Als älteste Urkunde gilt ein Schriftstück aus dem Jahr 1429, in dem ein Schiedsspruch zwischen den Müllern der Brückenmühle und der Schaubmühle vermerkt wird. Daneben haben sich aus dem 16. Jahrhundert bedeutende Amtsbücher erhalten. Darunter ist das sogenannte Volkacher Salbuch von 1504, das als Leihgabe in das Museum Barockscheune ausgeliehen ist. Die Standbücher haben sich seit 1404 erhalten. Außerdem werden Rechnungen des Bürgermeisters (durchgängig ab 1628), der Pfarrkirche (ab 1518/1519) und der Kirchberg-Wallfahrt (ab 1674) im Archiv aufbewahrt. Mit dem Einsetzen der regulären Verwaltung wurde auch der Amtsverkehr aus dem Rathaus seit der Zeit ab etwa 1700 ins Archiv gebracht.
Das Volkacher Stadtarchiv besitzt daneben eine große Fotosammlung, die die Geschichte der Stadt illustriert. Aus der zweiten Hälfte des 20. Jahrhunderts stammen die Bestände des städtischen Verkehrsamtes, während die Fotosammlung der Stadt selbst Bestände seit 1890 kennt. Die ältesten Fotografien gehen auf die Zeit der Reichsgründung um 1871 zurück. Darunter sind Dokumentationen des fränkischen Weinbaus, sowie Fotostrecken, die den Bau des Mainkanals zwischen Volkach und Gerlachshausen dokumentieren.
Durch die Gemeindegebietsreform erfuhren die Bestände des Stadtarchivs eine große Erweiterung. Die größeren Gemeinden, die nun Teil der Stadt wurden, sammelten ebenfalls in den jeweiligen Rathäusern die Texte ihres Verwaltungshandelns. Für Astheim setzt die Überlieferung im Jahr 1551 ein, in Dimbach 1565, in Eichfeld 1595. Darunter sind in Eichfeld zwei Gerichtsbücher aus dem 16. Jahrhundert, die 2020 restauriert wurden. In Escherndorf beginnt die archivalische Überlieferung 1685, in Fahr 1753, in Gaibach 1725, in Köhler 1705, in Krautheim 1812, in Obervolkach 1792 und in Rimbach 1836.

## Publikationen
Das Volkacher Stadtarchiv publiziert in unregelmäßigen Abständen Arbeiten über seine Bestände. Anfang der 1980er begann der damalige Stadtarchivar Gerhard Egert mit der Veröffentlichung der Volkacher Hefte. Bis heute (Stand: 2023) erschienen 19 Bände von unterschiedlicher Länge. Zwischen 1978 und 2017 erschienen immer wieder kleinere Beiträge unter der Bezeichnung Unsere Mainschleife im Volkacher Kurier, die ebenfalls die Archivbestände thematisierten. Die Reihe wird seit 2019 als jährlich erscheinendes Heft unter Herausgeberschaft des Volkacher Geschichtsvereins fortgesetzt.
Volkacher Hefte
- Nr. 1: Gerhard Egert, Herbert Meyer, Georg Wehner: Schützen in Volkach. Beiträge zur Geschichte des Schützenwesens in einer fränkischen Kleinstadt. Volkach 1982.
- Nr. 2: Rudi Krauß: Burgstall Stettenburg. Bestandsaufnahme und Rekonstruktion einer verfallenen Wehranlage auf dem Stettenberg bei Obervolkach. Volkach 1982.
- Nr. 3: Gerhard Egert, Gerhard Gellmann, Victor Metzner: St. Michaels Kirche in Volkach. Festschrift zur Einweihung. Volkach 1982.
- Nr. 4: Gerhard Egert, Oskar Kern: Eugen Schön. Pfarrer zu Volkach. Volkach 1983.
- Nr. 5: Franz Pfrang: Münsterschwarzach zweimal am Ende. Volkach 1985.
- Nr. 6: Erika Stadler: Winzerbrauchtum an der Mainschleife. Volkach 1986.
- Nr. 7: Wiltrude Kestler: Volkach 1945. Ein Beitrag zur Ortsgeschichte. Volkach 1986.
- Nr. 8: Gerhard Egert: Krautheim in Franken. 888–1988. Krautheim 1988.
- Nr. 9: Gerhard Egert: Eichfeld. 1100 Jahre Ortsgemeinde, 650 Jahre Kirchengemeinde. Eichfeld 1989.
- Nr. 10: Ute Feuerbach: 100 Jahre Kindergarten Obervolkach. Obervolkach 1993.
- Nr. 11: Markus Josef Meier: Das Schelfenhaus in Volkach. Seine Architektur und seine Stuckdecken. Ein Beitrag zur fränkischen Barockforschung. Volkach 2001.
- Nr. 12/13: Ute Feuerbach (Hrsg.): Volckach. 906–2006. 1100 Jahre verbriefte Geschichte. Volkach 2006.
- Nr. 14: Ute Feuerbach: Kloster St. Maria Volkach, 1856–2006. 150 Jahre Erziehung und Leben. Volkach 2006.
- Nr. 15: Ute Feuerbach: Frau und Caritas 1906–2006. 100 Jahre Verein für ambulante Krankenpflege Volkach e. V. Volkach 2008.
- Nr. 16: Ute Feuerbach (Hrsg.): Unsere Mainschleife. Beiträge zu Kunst und Geschichte an der Volkacher Mainschleife. 1978–1992. Volkach 2008.
- Nr. 17: Ute Feuerbach (Hrsg.): Unsere Mainschleife. Beiträge zu Kunst und Geschichte an der Volkacher Mainschleife. 1993–2007. Volkach 2008.[7]
- Nr. 18: Ute Feuerbach (Hrsg.): Unsere Mainschleife. Beiträge zu Kunst und Geschichte an der Volkacher Mainschleife. 2008–2017. Volkach 2018.
- Nr. 19: Günther Schmitt: Häuserchronik der Stadt Volkach als Spiegel des Bürgertums. Vom 17. Jahrhundert bis heute. Volkach 2017. 2. Auflage 2023.